# Hamferð
Gli Hamferð sono un gruppo doom metal faroese, che si è formato nel 2008 a Tórshavn. La band è originaria delle Isole Fær Øer.

## Storia
La band nacque alla fine del 2008 da un'idea del chitarrista e fondatore del gruppo, John Egholm che, con l'aiuto di Remi Johannesen, diede vita ad un progetto doom metal.
Nel periodo successivo, fino all'estate 2009, la formazione del gruppo cambiò molto. Durante questo periodo d'esordio, infatti, gli Hamferð erano composti da Jón Hansen alla voce, John Egholm alla chitarra, Remi Johannesen alla batteria, Tinna Tótudóttir al basso e Turið Nólsøe al violino. Quest'ultima lasciò il combo faroese subito dopo il primo live. Nello stesso tempo, il secondo chitarrista Theodor Kapnas seguiva il progetto per via telematica, in quanto impegnato negli studi universitari in Svezia. L'ultimo ad unirsi alla band fu il tastierista Esmar Joensen, nell'estate 2009. Durante l'autunno del 2009 venne completata la registrazione della prima demo del gruppo, dal titolo Doomo.
Nel gennaio 2010 gli Hamferð partecipano al contest faroese Sement, riuscendo a vincerlo nonostante l'assenza di tre dei componenti del gruppo, rimpiazzati da due session man (Harald í Kálvalíð alla chitarra e Jenus í Trøðini al basso). Il premio per la vittoria includeva una settimana di registrazioni nello studio Oyravox di Nólsoy, durante la quale furono registrate le parti di batteria del loro primo EP, Vilst er síðsta fet, pubblicato nel dicembre 2010..
Nel novembre 2011 la band ha cambiato bassista, sostituendo Tinna Tótudóttir con Jenus í Trøðini. Nello stesso mese, ha partecipato al Dead Tyrants European tour con Moonsorrow e Týr. Nel dicembre 2011 il frontman Jón Hansen ha annunciato che la band sta per iniziare le registrazioni per un nuovo album . 

Il 24 marzo 2012 la band ha vinto l'edizione faroese della Wacken Metal Battle, garantendosi così la possibilità di partecipare all'edizione 2012 del Wacken Open Air festival . Il 3 agosto 2012, il combo è stato proclamato vincitore di questa competizione, ottenendo la possibilità di firmare un contratto discografico con l'etichetta tedesca Nuclear Blast .

## Formazione

### Formazione attuale
- Jón Hansen - voce,
- John Egholm - chitarra elettrica
- Theodor Kapnas - chitarra elettrica
- Jenus í Trøðini - basso elettrico
- Esmar Joensen - tastiera
- Remi Johannesen - batteria

### Ex componenti
- Tinna Tótudóttir - basso elettrico (2008 - 2011)
- Turið Nólsøe - violino

## Discografia

### Album in studio
- 2013 - Evst
- 2018 - Támsins likam

EP
- 2010 - Vilst er síðsta fet
- 2019 - Ódn